# Церква Святої Катерини (Салоніки)
 Церква Святої Катерини (Салоніки) (англ. Church of Saint Catherine, Thessaloniki) — правосласна церква візантійської доби у місті Салоніки.

## Історія
Як і про більшість споруд зниклої Візантійської імперії, збережено мало свідоцтв і про церкву св. Катерини у місті Салоніки, де випадково збереглося декілька пам'яток візантійської доби. Церкву св. Катерини датують кінцем  століття. За припущеннями це залишок колишнього монастиря і це був монастирський храм.
В храмі частково збереглися фрески XIV століття (близько 1315 року), фігура Христа Пантократора у фрагментах, більш збереглися сюжети з апостолами і батьками церкви, янголи, сцена причастя тощо.  
По захопленню міста турками-османами православну церкву перетворили на мечеть. 
Споруда була реставрована у період 1947-1951 років.

## Опис храму
Храм має типове — хрестово-купольне розпланування і три нави. Середхрестя підтирують чотири колони. Над середхрестям  власний купол, більший і вищий за розмірами від чотирьох менших. На відміну від інших храмів цього періоду відсутній нартекс (вхідний вестибюль). Зовнішні мури церкви зберегли непотинькований вигляд з багатою грою цегляної кладки. Купола храму криті простою черепицею типа татарка.